# Héspero

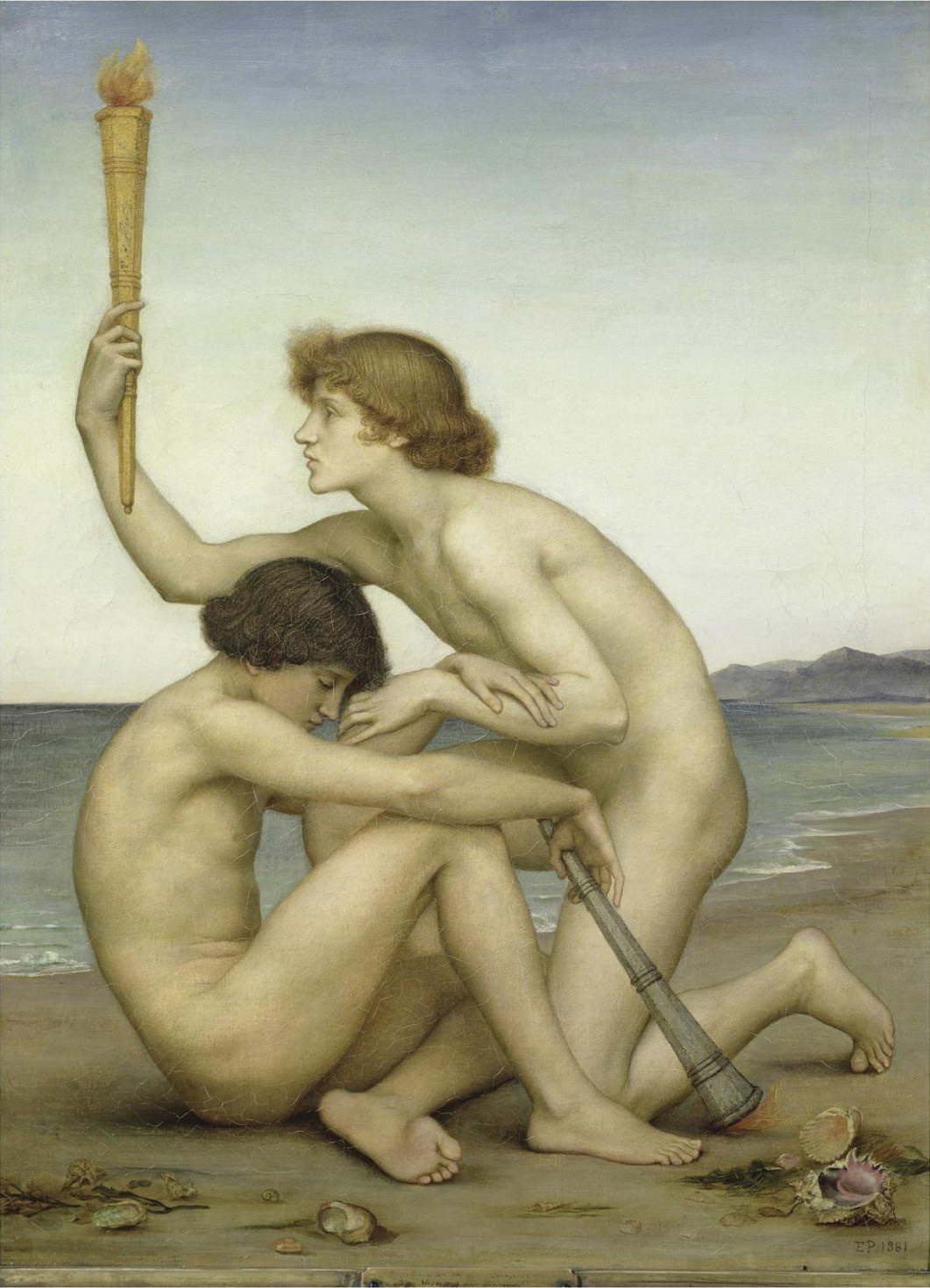
Eósforo y Héspero por Evelyn De Morgan (1881).

Héspero (griego antiguo Ἕσπερος, Ésperos) es la personificación del lucero vespertino en la mitología griega. A veces se considera a Héspero como hermano gemelo de Fósforo pero otros alegan que ambos son diferentes nombres para definir al mismo personaje.
En cuanto a su ascendencia, unos dicen que Héspero era hijo de Céfalo y la titánide Eos; otros lo refieren como hermano de Atlas y padre de Hespéride; pero en las fuentes más antiguas todas las estrellas, sin individualizar, son referidas como nacidas de la unión de Astreo y Eos. Paléfato racionaliza el mito, y dice que Héspero era un hombre de Mileto que vivía en Caria y tenía dos hijas a las que llamaban Hespérides, pero otros más consideran a Héspero el padre divino de las Hespérides.
Héspero fue padre de Ceix en unión con Filónideo bien fue padre de Dedalión y éste a su vez lo fue de Quíone. Servio dice que Héspero habitaba en el monte Eta de Tesalia y que amaba a Himeneo, hijo de Dioniso y Ariadna, aunque el mismo autor lo denomina indistintamente como el lucero del alba y del atardecer, del Ida.

## Nombres

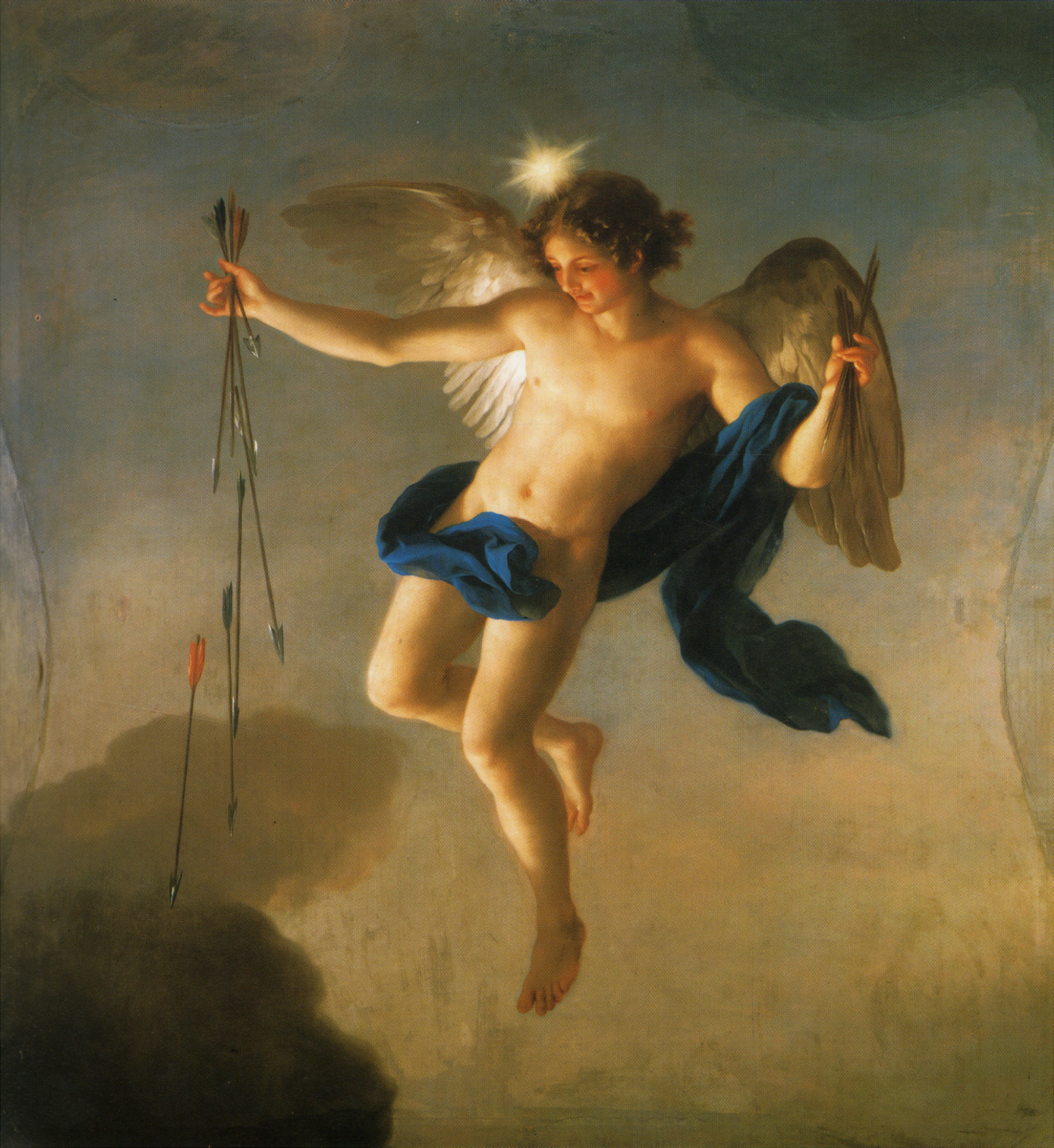
Héspero.

El nombre de Héspero, la personificación del lucero vespertino, es identificado a veces con el de su hermano, la personificación del lucero del alba, Eósforo (Ἐωσφόρος, ‘portador del amanecer’) o Fósforo (Φωσφόρος, ‘portador de la luz’, traducido a menudo como «Lucifer» o «Lucífero» en latín), ya que ambos son personificaciones del mismo planeta, Venus. Se usaron Heosphoros en la Septuaginta griega y Lucifer en la Vulgata latina de Jerónimo para traducir el hebreo Helel (Venus, como "El brillante"), «hijo de Shahar» (Aurora) en la versión hebrea de Isaías 14:12.
La designación del mismo referente (el planeta Venus) con dos nombres distintos, según el momento de su vislumbramiento («Eósforo» por la mañana y «Héspero» por la tarde) es otro indicio de que en un estadio antiguo eran considerados dos objetos celestes diferentes. Fuentes griegas tardías atribuían a Pitágoras o a Parménides el descubrimiento de que en realidad se trataba del mismo cuerpo celeste (para los griegos una "estrella errante", es decir, un planeta). De esta verificación procede la identificación del planeta con Afrodita entre los griegos y Venus entre los romanos. Sin embargo, fueron con toda probabilidad los astrónomos babilonios los primeros que hicieron tal observación, y de ellos proviene probablemente la identificación del planeta con una diosa relacionada con la fecundidad, en este caso Ishtar.

## «Héspero es Fósforo»
«Héspero es Fósforo» es una frase famosa en la filosofía del lenguaje (véase por ejemplo nombre propio). Gottlob Frege usó los términos ‘lucero vespertino’ (der Abendstern) y ‘lucero del alba’ (der Morgenstern) para ilustrar su distinción sobre el sentido y la referencia, y filósofos posteriores cambiaron el ejemplo a «Héspero es Fósforo» para que utilizase nombres propios. Saul Kripke usó la frase para demostrar que el conocimiento de algo necesario (en este caso la identidad de Héspero y Fósforo) puede ser conocido empíricamente, siendo por lo tanto falso que todo lo necesario sólo puede conocerse a priori.